# Сімореллі
Сімореллі (англ. Cimorelli) — американська поп-група. Вперше здобула популярність на YouTube завдяки створенню кавер-версій на відомі хіти. На даний момент до складу групи входять п'ять сестер: Крістіна, Кетрін, Ліза, Еммі та Лаурен. Їх старший брат Майк також був членом групи 3 2007 по 2008 роки, а наймолодша сестра Денні — з 2010 по 2020. Група створює як оригінальні пісні, так і записує кавери.
Станом на квітень 2018 року група випустила сім міні-альбомів, мікстейп «Hearts on Fire» та три альбоми: Up At Night, Alive and Sad Girls Club.

## Ранні роки
Сестри Сімореллі виховувалися в католицькій сім'ї. Навчалися вдома разом з п'ятьма братами: Майком, Алексом, Крістіаном, Ніком та Джої. Їх мама, Лінн Сімореллі, була чудовою піаністкою і з ранніх років навчала дітей співу та грі на фортепіано.

## Кар'єра

### 2007—2009: формування та початок кар'єри
У 2007 році Майк, Крістіна, Кетрін, Ліза, Еммі та Лаурен створили Сімореллі як вокальну групу. Вони виступали на невеликих концертах та шоу поблизу рідного міста та в районі Сакраменто.
12 грудня 2008 року група випустила свій дебютний міні-альбом «Hello There» (також відомий як Cimorelli). Після випуску альбому Майк залишив групу. 10 серпня 2009 року група у складі Крістіни, Кетрін, Лізи, Еммі та Лаурен записали свій перший кавер на пісню Майлі Сайрус «Party in the U.S.A.». Після цього вони почали знімати та завантажувати свої кавери на YouTube кожного тижня. Того ж року сім'я переїхала з Ель-Дорадо-Гіллс (Каліфорнія) до Малібу, Каліфорнія.

### 2010—2015: Island Records
У 2010 році, Денні, наймолодша сестра Сімореллі, приєдналася до групи, а вже наступного року вони випустили свій другий міні-альбом під назвою «CimFam», який містив оригінальні твори групи та 5 каверів. Він став першим альбомом Сімореллі під лейблом Island і зайняв дев'яте місце на Top Heatseekers — музичному хіт-параді, який випускається с 1993 року журналом Billboard і вміщує в себе музичні релізи нових виконавців, ще не попавших в основні чарти.
У липні 2012 року на царемонії вручення премії 2012 Teen Choice Awards Сімореллі були номіновані на «Choice Web Star». В кінці того ж року, 11 грудня, група випустила свій третій міні-альбом, «Believe It», який зайняв 7 місце на the
Наступного року, на царемонії вручення премії 2013 Teen Choice Awards Сімореллі отримали нагороду «Choice Web Star».
Протягом травня-червня 2014 року, виступали на DigiFest в Лондоні, Нью-Йорку і Торонто.
Пізніше, у червні 2014, випустили свій вебсеріал «Літо із Сімореллі» (англ. «Summer with Cimorelli»), 27 жовтня 2014 — п'ятий міні-альбом «Renegade», а в листопаді того ж року — перший різдвяний міні-альбом «Christmas Magic».
У 2015 Сімореллі відокремилися від Island Records, переїхали до Нашвіллу, Теннессі та стали незалежними виконавцями.

### 2015-до сьогодні: незалежні виконавці
Приблизно в травні 2015 року Сімореллі випустили мікстейп під назвою «Hearts on Fire» з дев'ятьма піснями. Усі пісні були акустично створені. Це був їх перший реліз після виходу з Island Records.
17 травня 2016 року група випустила дебютний повноформатний альбом «Up at Night». Він зайняв 24 місце в чарті Top Country Albums і 7 місце на Billboard Heatseekers. За перший тиждень у США було продано близько 1500 копій альбому.
Пізніше того ж року, 20 грудня, Сімореллі випустили свій другий повноформатний альбом під назвою «Alive». Він зайняв 11 місце в Billboard Heatseekers та 42 місце в Top Christian Albums.
27 жовтня 2017 року Сімореллі випустили свій третій альбом «Sad Girls Club». Цей альбом містив сольні пісні від кожної сестри, вперше для групи. «Sad Girls Club» посів 17 місце на Billboard Heatseekers.
Влітку 2018 року група випустила свій шостий міні-альбом під назвою «I Love You, or Whatever». Також влітку 2018 року Ліза, Емі та Дані з'явилися у фільмі «Hope Springs Eternal».
Пізніше 2018 року Ліза та Лорен анонсували сольні проекти. У листопаді Ліза випустила «Good bye», а в грудні Лорен випустила «Running».
З тих пір Ліза та Лорен і далі випускали сольні проекти. Проекти Лізи: «Africa», «Italy», «I Don't Deserve It», «Unloved», «Florida» та «The Last Time» з Гадсоном Генрі, проекти Лаурен: «Flames», «Brown Eyed Boys» and «Pressure»

## Учасники

### Теперішні учасники
- Крістіна Сімореллі: засновник, хореограф, автор пісень, піаністка, вокальні аранжування (2007-до сьогодні)
- Кетрін Сімореллі — басист (2007 — по теперішній час)
- Ліза Сімореллі — аранжування гармонії, піаністка, барабанщиця, відеоредактор (2007– по теперішній час)
- Еммі Сімореллі: гітаристка, піаністка (2007– по теперішній час)
- Лаурен Сімореллі: бубон, аранжування, піаністка, автор пісень (2007– по теперішній час)

### Колишні учасники
- Майк Сімореллі (2007—2008)
- Дені Сімореллі: автор пісень, аранжування, гітарист (2010—2020)

## Тури
- Made In America Radio Tour (2013)
- Squash-Da-Bully Tour (2014)
- Renegade Tour (2015)
- Hearts on Fire Tour (2015)
- Believe in You Tour (2019)